# Spermophorides ramblae
Spermophorides ramblae là một loài nhện trong họ Pholcidae. Loài này có ở quần đảo Canaria.